# سامانه پرونده مجازی
یک سامانهٔ پروندهٔ مجازی (به انگلیسی: Virtual file system) یا تعویض مجازی سامانهٔ پرونده لایه‌ای انتزاعی بالای چندین سامانهٔ پرونده داخلی است. هدف این سامانه اجازه‌دادن به برنامه‌های مشتری به دسترسی به سامانه‌های پرونده داخلی به شکلی یکسان است.